# 垂井町

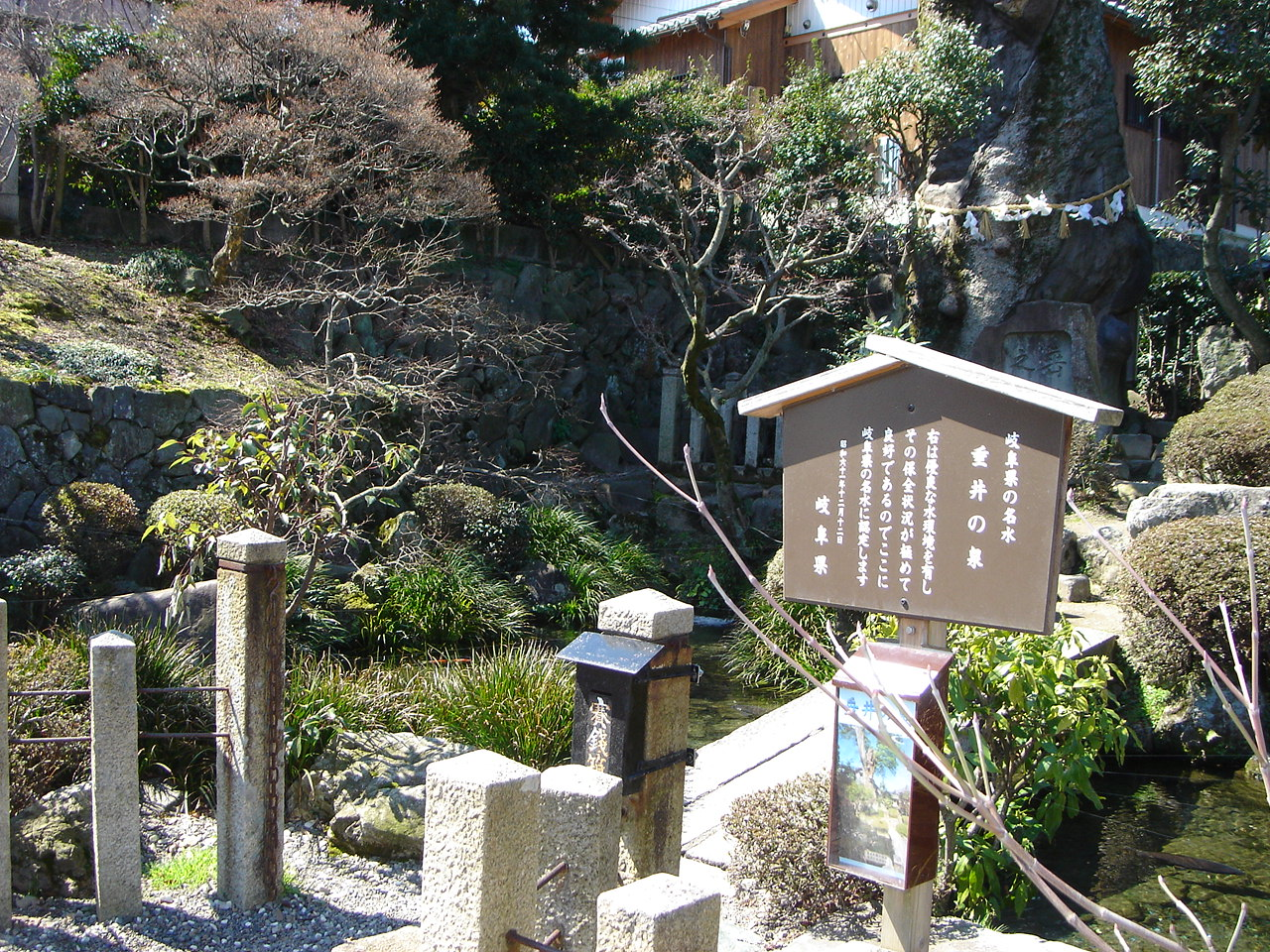
「垂井」の地名の由来となった垂井の泉

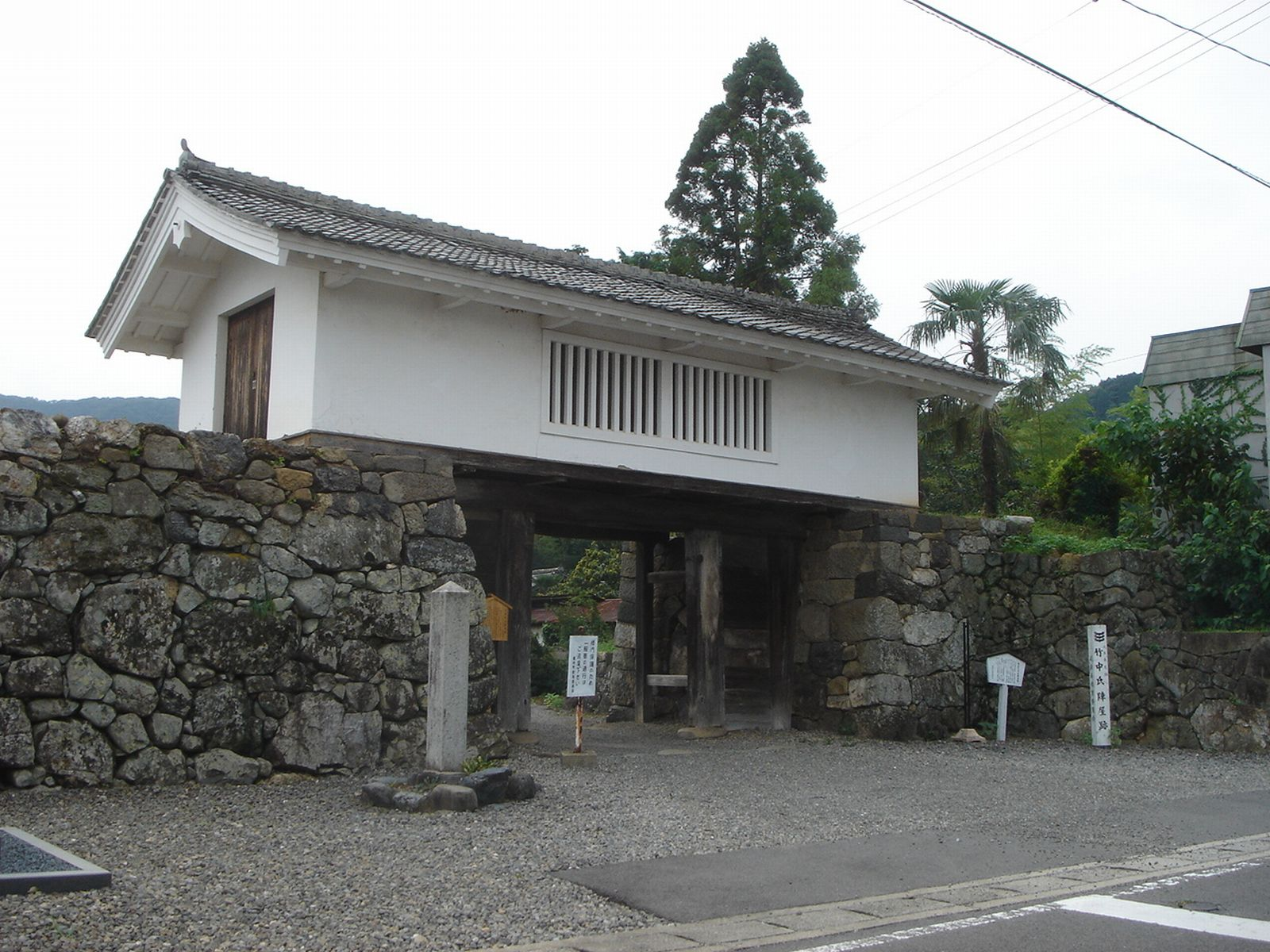
竹中氏陣屋（櫓門）

垂井町（たるいちょう）は、岐阜県西部（西濃）の不破郡に属する町。
美濃国の国府趾、一宮などの所在地として有名であり、古代から美濃国の中心として栄えた。中世には中山道の宿場町、美濃路の分岐点、南宮大社の門前町として栄えた。戦国時代に豊臣秀吉の軍師として活躍した竹中半兵衛所縁の地としても有名であり菩提山城跡やその一族の竹中氏陣屋などがある。また、関ヶ原の戦いをはじめ承久の乱や南北朝動乱など天下を分かつ合戦の舞台でもあり、古代から近世までそれぞれの時代にゆかりの史跡がある。

## 地理
地目別面積比   [平成28年10月1日現在]
揖斐川水系の相川とその支流による扇状地が、町の中央から東部や南東部にかけて広がり濃尾平野につながっている。山地として北部から北西部に池田山地、南西部に南宮山地がある。
- 山：南宮山、池田山、朝倉山、菩提山
- 峠：岩手峠
- 河川：相川、泥川、薬師川、大滝川、岩手川、梅谷川

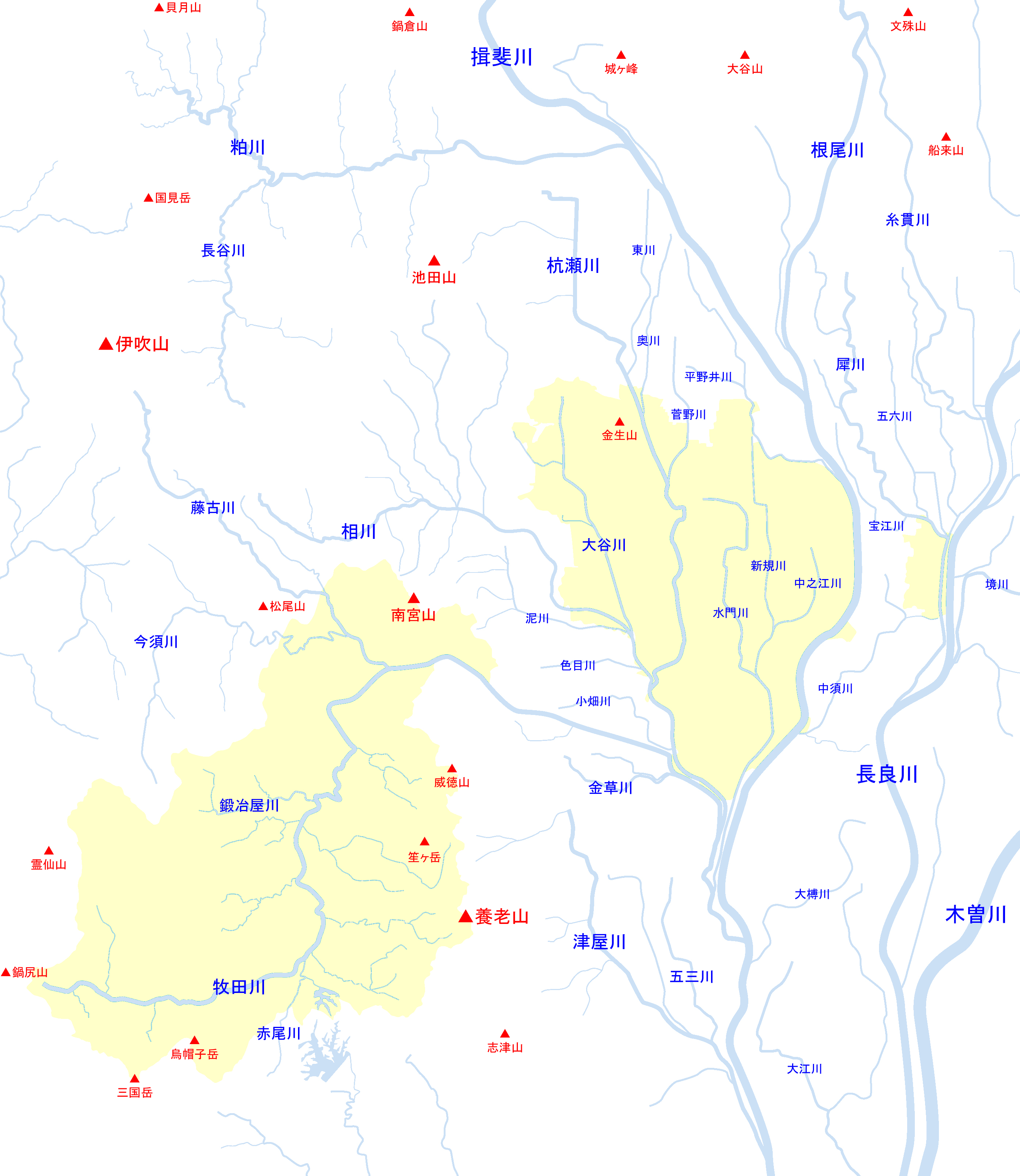
大垣市周辺河川の位置関係図

- 湖沼：明神湖、大谷池、平尾1号・2号ダム

### 気候
- 夏は高温多湿で蒸し暑く38℃を越えることがある。一方、冬は積雪量が世界山岳気象観測史上1位（ギネス世界記録登録）となった伊吹山から「伊吹おろし」と呼ばれる風が福井県沿岸などの日本海側にも近いことから猛烈な吹雪となり吹き下ろしてくる。

### 方言（アクセント）
大垣市西部（旧不破郡）から垂井町、関ヶ原町、滋賀県米原市にかけての人々は、垂井式アクセントという、京阪式アクセントの変種を方言として使う。方言学者の服部四郎が初めて垂井町で発見して命名した。

### 垂井の地名由来
垂井（たるい）
古くから垂井の泉で歌枕（たるいの水）として多くの歌人に詠まれていたことに由来。
宮代（みやしろ）
「御屋（神社や御所）+代（場所）」であり、南宮大社や聖武天皇が行幸した場所（不破頓宮など）に由来。
府中（ふちゅう）
美濃国府があったことに由来。
綾戸（あやど）
渡来人の漢（あや）氏と呼ばれる綾を織る人々が集住したことに由来。
表佐（おさ）
渡来人の日佐(おさ）氏と呼ばれる古代の通訳が集住したことに由来。
栗原（くりはら）
呉国からの渡来人である呉原（くれはら）氏が集住したことに由来。
岩手（いわで）
岩手氏がこの地を治めていたことに由来。もしくは岩の出っ張ったところに由来。

### 隣接している自治体
- 大垣市(旧 上石津町 含む)
- 不破郡関ケ原町
- 養老郡養老町
- 揖斐郡揖斐川町(旧 春日村)、池田町

## 歴史

### 先史
- 縄文時代 ‐ 大滝野遺跡（府中地区）、長尾遺跡（岩手地区）、南森下遺跡 / 小黒見遺跡（南宮山塊東部）、朝倉遺跡 / 北野遺跡 / 日守遺跡（朝倉山麓北斜面）など縄文中期～晩期の遺跡が見つかっている。草創期～前期の遺跡は発見されていない。
- 弥生時代 ‐ 日守遺跡、朝倉遺跡、境野遺跡などの遺跡が知られており表佐地区では土器・石器が出土している事や隣接地の大垣市からもそれらが出土している事から大規模な農耕集団がこの付近に存在していたと考えられている。
- 4世紀後半 ‐ 親ヶ谷古墳が造営。
- 7世紀前半 ‐ 南大塚古墳が造営。

※現在150基ほどの古墳が見つかっている。

### 古代
- 645年 ‐ 美濃国府が設置。
- 672年 ‐ 大海人皇子が不破郡家に至る。
- 717年 ‐ 元正天皇垂井に行幸。
- 739年 ‐ 真禅院が創建。
- 740年 ‐ 聖武天皇が不破頓宮、宮処寺、曳常泉に行幸。
- 790年頃 ‐ 最澄によって真禅院と南宮大社が神仏習合。
- 8世紀後半 ‐ 美濃国分尼寺が建立。
- 828年 ‐ 菩提寺が定額寺に列せられる。
- 880年 ‐ 在原業平が表佐に薬師寺の元となる館を建立。
- 939年 ‐ 承平天慶の乱の際朱雀天皇の勅令により南宮大社で平将門調伏祈願を行う。
- 1017年 ‐ 後一条天皇南宮大社に駅鈴を給す。
- 1051年頃 ‐ 前九年の役の際後冷泉天皇の勅令により南宮大社で安倍貞任追討祈願を行う。

### 中世
- 1221年 ‐ 承久の乱で幕府軍が垂井宿に陣営。
- 1338年 ‐ 青野ヶ原の戦いがおこる。
- 1353年6月13日 ‐ 南朝方に京を追われた後光厳天皇は足利義詮と共に垂井へ有らせられる。
- 1353年 ‐ 美濃国守護土岐頼康によって長屋氏屋敷の隣に垂井頓宮が造営。

（襲撃情報のため一時的に揖斐小島の頓宮へ移動）
- 1353年8月25日 ‐ 後光厳天皇が垂井頓宮へ遷幸。
- 1353年9月3日 ‐ 足利尊氏の大軍が垂井に到着。
- 1353年9月17日 ‐ 京へ遷幸。
  - 垂井曳山まつりは、この間に始められる。
- 1441年 ‐ 関東公方足利持氏の子春王丸・安王丸が垂井の金蓮寺で処刑。
- 1444年 ‐ 富島氏、斎藤氏の垂井合戦。
- 1473年 ‐ 一条兼良が垂井宿に泊まる。
- 1476年 ‐ 宗祇が訪れる。
- 1559年 ‐ 竹中重元が菩提山城を築く。

### 近世
- 1593年 ‐ 伏見城築城の用材が表佐湊に陸揚げされる。
- 1600年 ‐ 関ヶ原の戦いがおこる。南宮山を中心に戦の舞台となる。垂井城は城主の平塚為広が討死のため廃城。南宮大社・伊富岐神社などが戦火で消失。
- 1600年 ‐ 竹中重門が竹中氏陣屋に居を移す。
- 1642年 ‐ 関ヶ原の戦いで焼失した、南宮大社を徳川家光が再建。
- 1691年 ‐ 松尾芭蕉が滞在。
- 1861年 ‐ 和宮親子内親王が小休する。

### 近代
- 1868年 ‐ 神仏分離により南宮大社内の寺院・仏堂を統廃合し、朝倉山に真禅院が移築。
- 1872年 ‐ 垂井に郵便取扱所を設置。
- 1879年 ‐ 郡区町村編制法の岐阜県での施行により、行政区画としての不破郡が発足。郡役所が垂井村に設置。
- 1884年 ‐ 垂井駅が開業。
- 1884年 ‐ 島田警察署垂井分署が開署。
- 1889年7月1日 ‐ 町村制施行に伴い、垂井町が誕生。
- 1891年 ‐ 濃尾地震がおこる。
- 1897年 ‐ 郡制を施行。
- 1914年 ‐ 大谷池が竣工。
- 1919年7月29日 ‐ 垂井駅の相川橋梁で列車衝突事故がおこる。死者1名、重傷者8名[2]。

### 現代
- 1944年 ‐ 東海道本線の迂回線（下り本線）が完成して新垂井駅が開業する。旧下り線は撤去される。
- 1945年 ‐ 垂井が空襲をうける。
- 1946年 ‐ 南荒尾信号場‐関ケ原駅間で東海道線（上り）と並行し垂井駅として再敷設。
- 1954年9月10日 ‐ 岩手村、府中村、宮代村、表佐村が合併し、ほぼ現在の垂井町が形作られる[3]。
- 1954年12月1日 ‐ 合原村を編入[4]。
- 1959年 ‐ 伊勢湾台風の被害を受ける。
- 1962年7月31日 ‐ 「垂」の字を図案化した町章を制定。[5][6] [7] [8]
- 1965年 ‐ 第20回国民体育大会の弓道競技会場として垂井町弓道場を使用。
- 1974年9月19日 ‐ 町の木を制定。[9][8][7]
- 1980年3月23日 ‐ 町の花を制定。[10][8][7]
- 1980年3月23日 ‐ スポーツの町宣言をする。[11][12][8]
- 1985年 ‐ 不破北部防災ダム（明神湖）が竣工。
- 1986年11月1日 ‐ 新垂井駅が廃止となり、迂回線（下り本線）は貨物列車及び優等列車専用となる。
- 1989年 ‐ 第1回ふれあい垂井ピアが開催。
- 1991年 ‐ 美濃国府跡の発掘調査開始。
- 2004年 ‐ 住民投票により「西濃圏域合併協議会」から離脱。
- 2012年 ‐ 第67回国民体育大会の軟式野球会場として朝倉運動公園が使用。

### 変遷表
| 明治元年        | 明治12年 2月18日 郡区町村 編成法施行 | 明治22年 7月1日 町村制施行 | 明治30年 4月1日 郡制施行 | 昭和3年 4月1日         | 昭和29年                              | 現在                   |
| --------------- | ------------------------------------ | -------------------------- | ------------------------ | ---------------------- | ------------------------------------- | ---------------------- |
| 不破郡 栗原村   | 不破郡 栗原村                        | 不破郡 合原村              | 不破郡 合原村            | 不破郡 合原村          | 昭和29年 11月3日 養老郡 養老町        | 養老郡 養老町          |
| 不破郡 室原村   | 不破郡 室原村                        | 不破郡 合原村              | 不破郡 合原村            | 不破郡 合原村          | 昭和29年 12月1日 不破郡 垂井町 に編入 | 不破郡 垂井町          |
| 不破郡 野上村   | 不破郡 野上村                        | 不破郡 相川村              | 不破郡 関原村            | 不破郡 関ケ原町 の一部 | 不破郡 関ケ原町 の一部                | 不破郡 関ケ原町 の一部 |
| 不破郡 伊吹村   | 不破郡 伊吹村                        | 不破郡 相川村              | 不破郡 岩手村            | 不破郡 岩手村          |                                       |                        |
| 不破郡 伊吹村   | 不破郡 伊吹村                        | 不破郡 相川村              | 不破郡 岩手村            | 不破郡 岩手村          | 昭和29年 9月10日 不破郡 垂井町        | 不破郡 垂井町          |
| 不破郡 大石村   | 不破郡 大石村                        | 不破郡 大石村              | 不破郡 岩手村            | 不破郡 岩手村          | 昭和29年 9月10日 不破郡 垂井町        | 不破郡 垂井町          |
| 不破郡 岩手村   | 不破郡 岩手村                        | 不破郡 岩手村              | 不破郡 岩手村            | 不破郡 岩手村          | 昭和29年 9月10日 不破郡 垂井町        | 不破郡 垂井町          |
| 不破郡 垂井村   | 不破郡 垂井村                        | 不破郡 垂井町              | 不破郡 垂井町            | 不破郡 垂井町          | 昭和29年 9月10日 不破郡 垂井町        | 不破郡 垂井町          |
| 不破郡 府中村   | 不破郡 府中村                        | 不破郡 府中村              | 不破郡 府中村            | 不破郡 府中村          | 昭和29年 9月10日 不破郡 垂井町        | 不破郡 垂井町          |
| 不破郡 平尾村   | 不破郡 平尾村                        | 不破郡 平尾村              | 不破郡 府中村            | 不破郡 府中村          | 昭和29年 9月10日 不破郡 垂井町        | 不破郡 垂井町          |
| 不破郡 梅谷村   | 不破郡 梅谷村                        | 不破郡 梅谷村              | 不破郡 府中村            | 不破郡 府中村          | 昭和29年 9月10日 不破郡 垂井町        | 不破郡 垂井町          |
| 不破郡 敷原村   | 不破郡 敷原村                        | 不破郡 敷原村              | 不破郡 府中村            | 不破郡 府中村          | 昭和29年 9月10日 不破郡 垂井町        | 不破郡 垂井町          |
| 不破郡 市之尾村 | 不破郡 市之尾村                      | 不破郡 市之尾村            | 不破郡 府中村            | 不破郡 府中村          | 昭和29年 9月10日 不破郡 垂井町        | 不破郡 垂井町          |
| 不破郡 大滝村   | 不破郡 大滝村                        | 不破郡 大滝村              | 不破郡 府中村            | 不破郡 府中村          | 昭和29年 9月10日 不破郡 垂井町        | 不破郡 垂井町          |
| 不破郡 新井村   | 不破郡 新井村                        | 不破郡 新井村              | 不破郡 府中村            | 不破郡 府中村          | 昭和29年 9月10日 不破郡 垂井町        | 不破郡 垂井町          |
| 不破郡 宮代村   | 不破郡 宮代村                        | 不破郡 宮代村              | 不破郡 宮代村            | 不破郡 宮代村          | 昭和29年 9月10日 不破郡 垂井町        | 不破郡 垂井町          |
| 不破郡 表佐村   | 不破郡 表佐村                        | 不破郡 表佐村              | 不破郡 表佐村            | 不破郡 表佐村          | 昭和29年 9月10日 不破郡 垂井町        | 不破郡 垂井町          |
| 不破郡 綾戸村   | 不破郡 綾戸村                        | 不破郡 綾戸村              | 不破郡 荒崎村            | 不破郡 荒崎村          | 昭和29年 9月10日 不破郡 垂井町        | 不破郡 垂井町          |
| 不破郡 長松村   | 不破郡 長松村                        | 不破郡 長松村              | 不破郡 荒崎村            | 不破郡 荒崎村          | 昭和29年 10月1日 大垣市 に編入        | 大垣市                 |
| 不破郡 十六村   | 不破郡 十六村                        | 不破郡 十六村              | 不破郡 荒崎村            | 不破郡 荒崎村          | 昭和29年 10月1日 大垣市 に編入        | 大垣市                 |
| 不破郡 島村     | 不破郡 島村                          | 不破郡 島村                | 不破郡 荒崎村            | 不破郡 荒崎村          | 昭和29年 10月1日 大垣市 に編入        | 大垣市                 |

## 人口
- 町制当時から増加し続け、特に1960年代に行った工場誘致の影響により人口が激増し、その後も継続して増加していたが、2000年実施の国勢調査から減少している。

| |                                        |  |
| 垂井町と全国の年齢別人口分布（2005年） | 垂井町の年齢・男女別人口分布（2005年） |  |
| ■紫色 ― 垂井町 ■緑色 ― 日本全国 | ■青色 ― 男性 ■赤色 ― 女性              |  |
| 垂井町（に相当する地域）の人口の推移 \| 1970年（昭和45年） \| 23,240人 \| \| \| 1975年（昭和50年） \| 24,794人 \| \| \| 1980年（昭和55年） \| 26,404人 \| \| \| 1985年（昭和60年） \| 27,899人 \| \| \| 1990年（平成2年） \| 28,605人 \| \| \| 1995年（平成7年） \| 28,736人 \| \| \| 2000年（平成12年） \| 28,935人 \| \| \| 2005年（平成17年） \| 28,895人 \| \| \| 2010年（平成22年） \| 28,505人 \| \| \| 2015年（平成27年） \| 27,556人 \| \| \| 2020年（令和2年） \| 26,402人 \| \| |                                        |  |
| 総務省統計局 国勢調査より |                                        |  |
| 1970年（昭和45年） | 23,240人                               |  |
| 1975年（昭和50年） | 24,794人                               |  |
| 1980年（昭和55年） | 26,404人                               |  |
| 1985年（昭和60年） | 27,899人                               |  |
| 1990年（平成2年） | 28,605人                               |  |
| 1995年（平成7年） | 28,736人                               |  |
| 2000年（平成12年） | 28,935人                               |  |
| 2005年（平成17年） | 28,895人                               |  |
| 2010年（平成22年） | 28,505人                               |  |
| 2015年（平成27年） | 27,556人                               |  |
| 2020年（令和2年） | 26,402人                               |  |

## 行政
- 歴代町長
  - 1代：多賀多門（1954年10月4日～1958年10月3日）
  - 2代：国枝利一（1958年10月3日～1962年9月21日）
  - 3代：矢木野辨二（1962年9月22日～1974年9月21日）
  - 4代：早野光二郎（1974年9月22日～1986年9月21日）
  - 5代：松井修（1986年9月22日～1991年3月21日）※
  - 6代：田中幸雄（1991年4月22日～2003年4月26日）
  - 7代：中川満也（2003年4月27日～2019年4月26日）
  - 8代：早野博文（2019年4月27日～在任中）

※松井修が、脳内出血で急逝したため町長不在期間がある。

## 交通

### 鉄道
東海旅客鉄道（JR東海）

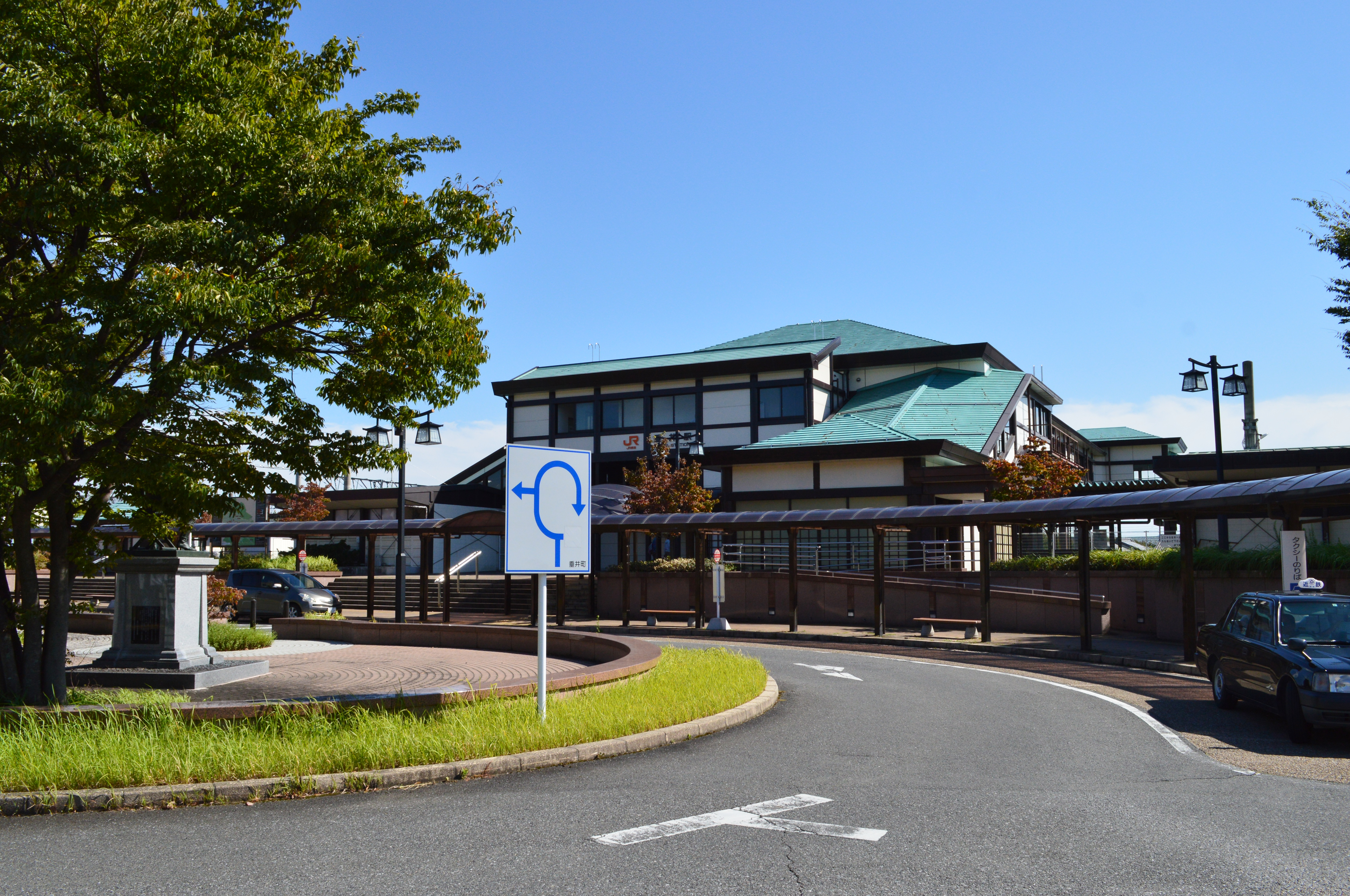
垂井駅（北口）

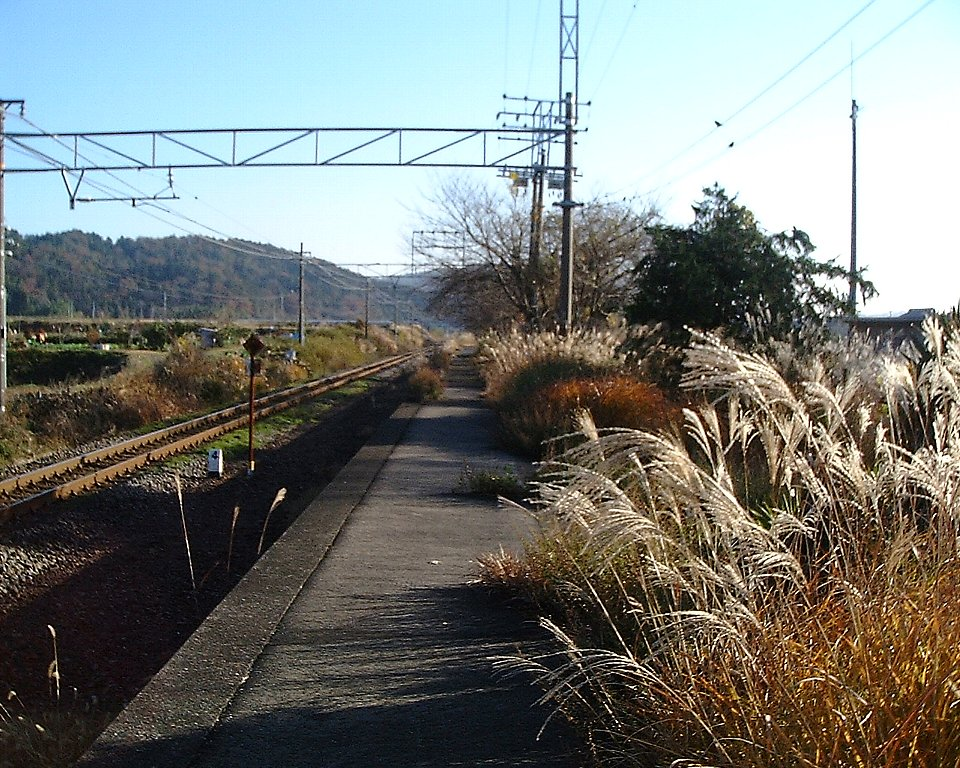
新垂井駅跡

- CA東海道本線（上り本線・垂井線）： 垂井駅
  - 垂井駅の乗降客数は大垣駅 - 米原駅で最も多い。
- CA東海道本線（下り本線）： 町内に駅なし

大垣駅 - 関ケ原駅間の東海道本線の配線

町内を東海道本線が通過しているが、上下線で離れている。町域北部を通る下り本線（登坂迂回線）は現在では貨物列車や特急列車のみが通行し、普通列車は町域南部の上り本線に平行して敷かれた「垂井線」を通って垂井駅に至る。かつては下り本線の町域内に新垂井駅が設置されており同線を通行する普通列車も運行されていたが、新垂井駅は1986年11月1日のダイヤ改正時に廃止された。
このほか、東海道新幹線が岐阜羽島駅 - 米原駅間で町域南部を通過しているが駅はない。

### バス
- 名阪近鉄バス
  - 稲葉線 <定期運行>
  - 不破高校スクール線＜運行日：不破高校の登校日＞
  - 大垣宮代線 <運行日：正月三が日>
  - 大垣伊吹山線 <季節運行>
- 垂井町巡回バス <運行日：平日>
  - 垂井・岩手線
  - 府中・東線
  - 垂井・宮代・表佐線
  - 栗原・表佐・東線
- 池田温泉福祉バス（垂井駅 - 池田温泉）<運行日：火・金・土・日・祝日>

### 道路
- 一般国道
国道21号（関ヶ原バイパス含む）
- 主要地方道
  - 岐阜県道31号岐阜垂井線
  - 岐阜県道53号岐阜関ケ原線
- 一般県道
  - 岐阜県道215号養老垂井線
  - 岐阜県道216号赤坂垂井線
  - 岐阜県道228号栗原青野線
  - 岐阜県道234号垂井停車場線
  - 岐阜県道257号川合垂井線

- 自然遊歩道
  - 東海自然歩道

## 教育・子育て

### 高校
- 岐阜県立不破高等学校

### 中学校
- 垂井町立不破中学校
- 垂井町立北中学校

### 小学校
- 垂井町立垂井小学校
- 垂井町立東小学校
- 垂井町立宮代小学校
- 垂井町立表佐小学校
- 垂井町立合原小学校
- 垂井町立府中小学校
- 垂井町立岩手小学校

### 保育園・幼稚園・認定こども園
認定こども園
- 垂井こども園
- 垂井東こども園
- 宮代こども園
- 表佐こども園
- 府中こども園
- 岩手こども園
- ハチスチルドレンズセンター <私立>

## 経済

### 特産品
- はちみつ
- 不帰茶

### 産業
主な企業
- グルマンマルセ 本店
- 春日養蜂場 本社
- ユニチカ 垂井事業所
- 日本板硝子 垂井事業所
- ナブテスコ 岐阜工場 / 垂井工場
- 三和シヤッター 岐阜工場
- 三甲 岐阜第2工場
- 未来工業 垂井工場
- マグ・イゾベール 垂井工場
- クラレプラスチックス 伊吹工場
- LIXIL 伊吹工場
- しまむら関ヶ原商品センター

電力
- 本町を担当する中部電力の営業所は、大垣営業所である[13]。

### 金融機関
- 十六銀行
  - 垂井支店
  - 垂井町役場ATM（大垣共立銀行との共同設置）
- 大垣共立銀行
  - 垂井支店
  - ミニストップ垂井町店ATM
  - ヨシヅヤスーパー・センター垂井ATM
  - バロー垂井店ATM
  - 垂井追分ATM
  - 垂井町役場ATM（十六銀行との共同設置）
- 大垣西濃信用金庫
  - 垂井支店
  - ヨシヅヤスーパー・センター垂井ATM
  - バロー垂井店ATM
- 東海労働金庫
  - 垂井出張所
- 新大垣証券垂井営業所
- 日本郵便株式会社
  - 垂井郵便局
  - 表佐郵便局
  - 岩手郵便局
  - 垂井府中簡易郵便局
  - 垂井宮代簡易郵便局
  - 栗原簡易郵便局
- 西美濃農業協同組合（JAにしみの）垂井支店
  - よりそいプラザ宮代店
  - よりそいプラザ表佐店
  - よりそいプラザ合原店
  - よりそいプラザ府中店
  - よりそいプラザ岩手店
  - よりそいプラザ垂井東店
  - マックスバリュ垂井ショッピングセンターATM
  - ヨシヅヤ垂井店ATM

## 公共施設
役所
- 垂井町役場

警察
- 垂井警察署
- 表佐駐在所
- 岩手駐在所
- 府中駐在所

消防
- 不破消防組合
  - 消防本部
  - 東消防署

スポーツ施設
- 朝倉運動公園
- 南体育館
- 北部グラウンド
- 垂井町弓道場

文化施設
- タルイピアセンター
- 垂井町文化会館
- ワイワイプラザ垂井

病院
- 博愛会病院
- 不破ノ関病院

その他
- コネクトベース垂井

## 通信
- 本町の市外局番は0584（大垣MA）。
  - 市内局番は、主に20番台を使用。

## 姉妹都市・友好都市

### 海外
姉妹都市
- カルガリー市（アルバータ州）
1996年7月3日締結

### 国内
提携都市（災害時相互応援協定）
- 三木市（兵庫県）
2016年10月24日締結
- 養老町（岐阜県）
2017年5月9日締結
- 関ケ原町（岐阜県）
2017年5月9日締結
- 神戸町（岐阜県）
2017年5月9日締結
- 輪之内町（岐阜県）
2017年5月9日締結
- 安八町（岐阜県）
2017年5月9日締結

## 名所・旧跡・観光スポット

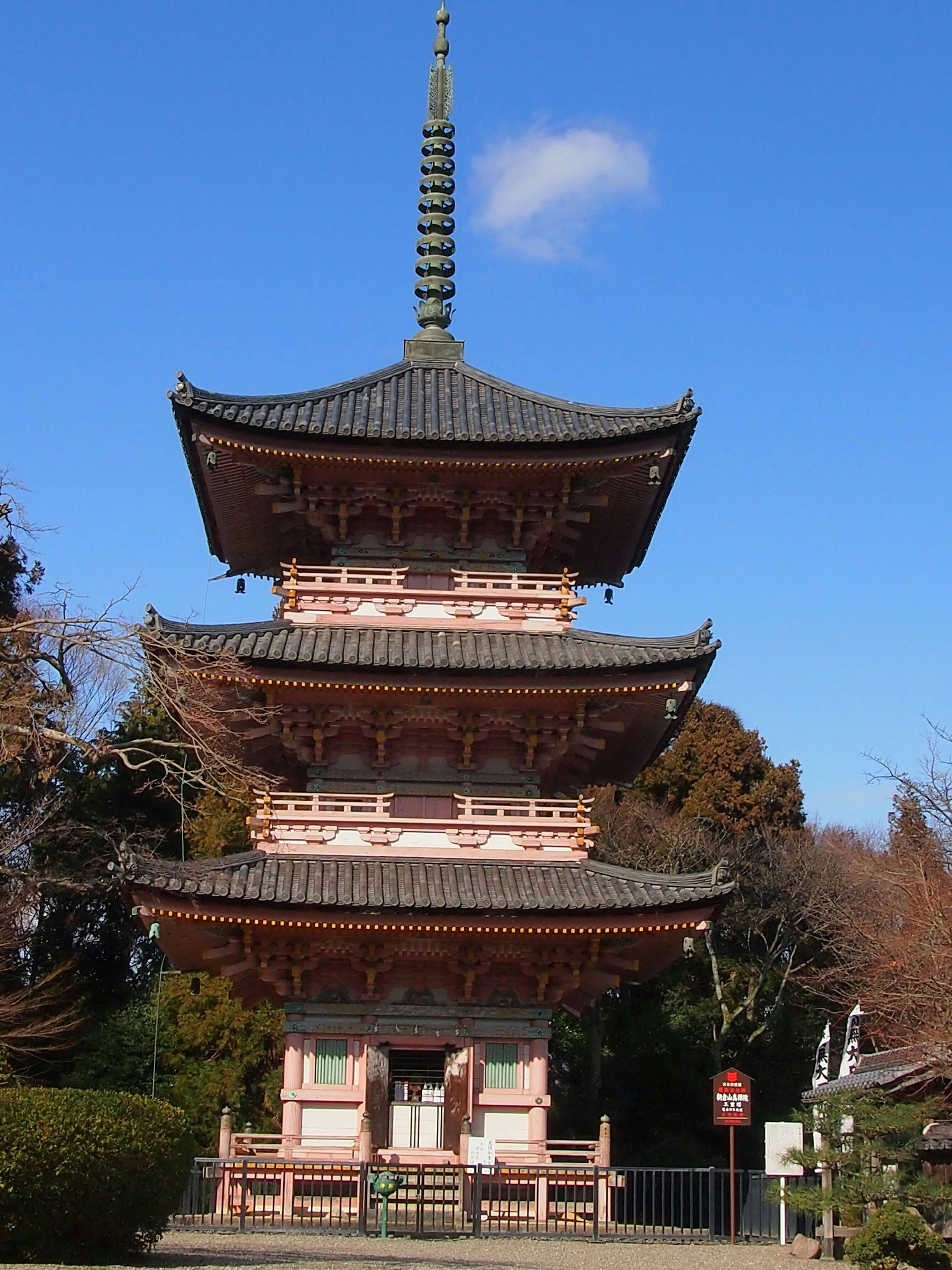
朝倉山真禅院（三重塔）

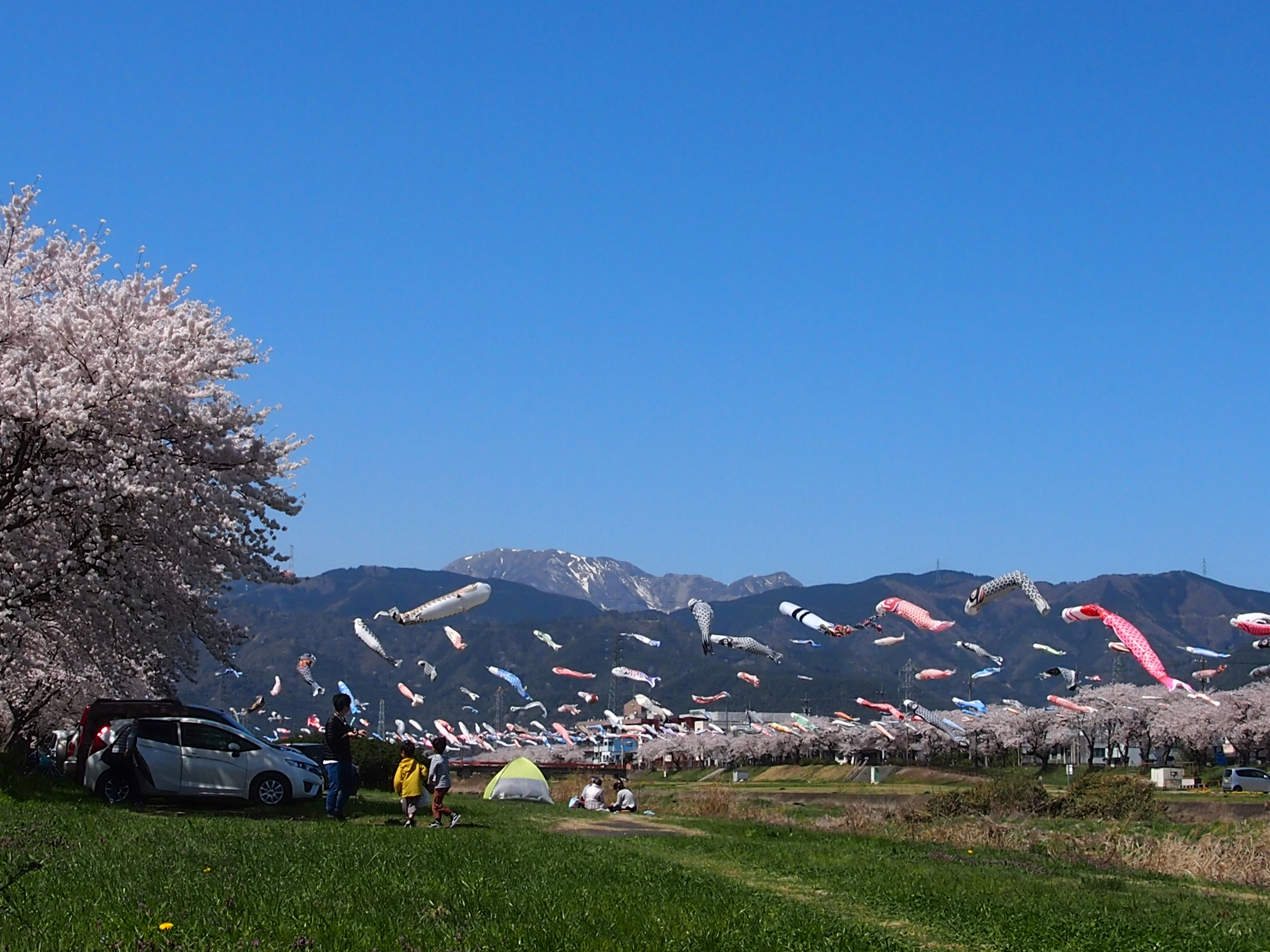
相川鯉のぼり一斉遊泳

### 神社
- 南宮大社[14] - 美濃国一宮。全国の鉱山金属業の総本宮。国の重要文化財が数多くある。
- 南宮御旅神社（かつての美濃国総社、国府之宮）
- 伊富岐神社（美濃国二宮）
- 大領神社（南宮大社の摂社）
- 八重垣神社
- 杖立神社
- 大鳥居 （高さ21m）

### 国府・寺院
- 美濃国府跡（国の史跡）
- 真禅院（本地堂、三重塔、梵鐘は国の重要文化財）
- 金蓮寺（足利持氏の遺児の足利春王丸、足利安王丸が処刑された場所）
- 願證寺（蓮淳が開基）
- 禅幢寺（竹中重治の菩提寺）
- 薬師寺 （在原業平所縁の寺）
- 宮代廃寺跡（県の史跡）
- 宮処寺跡（県の史跡）
- 美濃国分尼寺跡（推定地）

### 近世の交通
- 中山道垂井宿
- 美濃路（松並木）
- 垂井追分
- 垂井一里塚（国の史跡）

### 城郭
- 長屋氏屋敷跡
- 垂井城跡（現:専精寺）
- 菩提山城跡
- 府中城跡（現:安立寺）
- 竹中氏陣屋跡
- 毛利秀元陣跡（南宮山陣城）
- 長宗我部盛親陣跡
- 吉川広家陣跡
- 安国寺恵瓊陣所跡
- 長束正家陣跡
- 池田輝政陣跡
- 浅野幸長陣跡

### 墓
- 春王丸・安王丸の墓（県の史跡）
- 竹中半兵衛の墓（禅幢寺）
- 親ヶ谷古墳
- 綾戸古墳

### 自然
- 垂井の泉（岐阜県の名水50選、地名の由来の泉）
- 不破の滝
- 相川鯉のぼり一斉遊泳（3月下旬～GW、約350匹が遊泳する）
  - 桜の名所でもある。
- 明神湖
- 青羅公園
- 朝倉運動公園
- 連理の榊（県の天然記念物、樹齢300～400年）

## 主な祭典・芸能・催事
- 桜まつり [4月上旬]
- 伊吹祭り [4月第2日曜日]

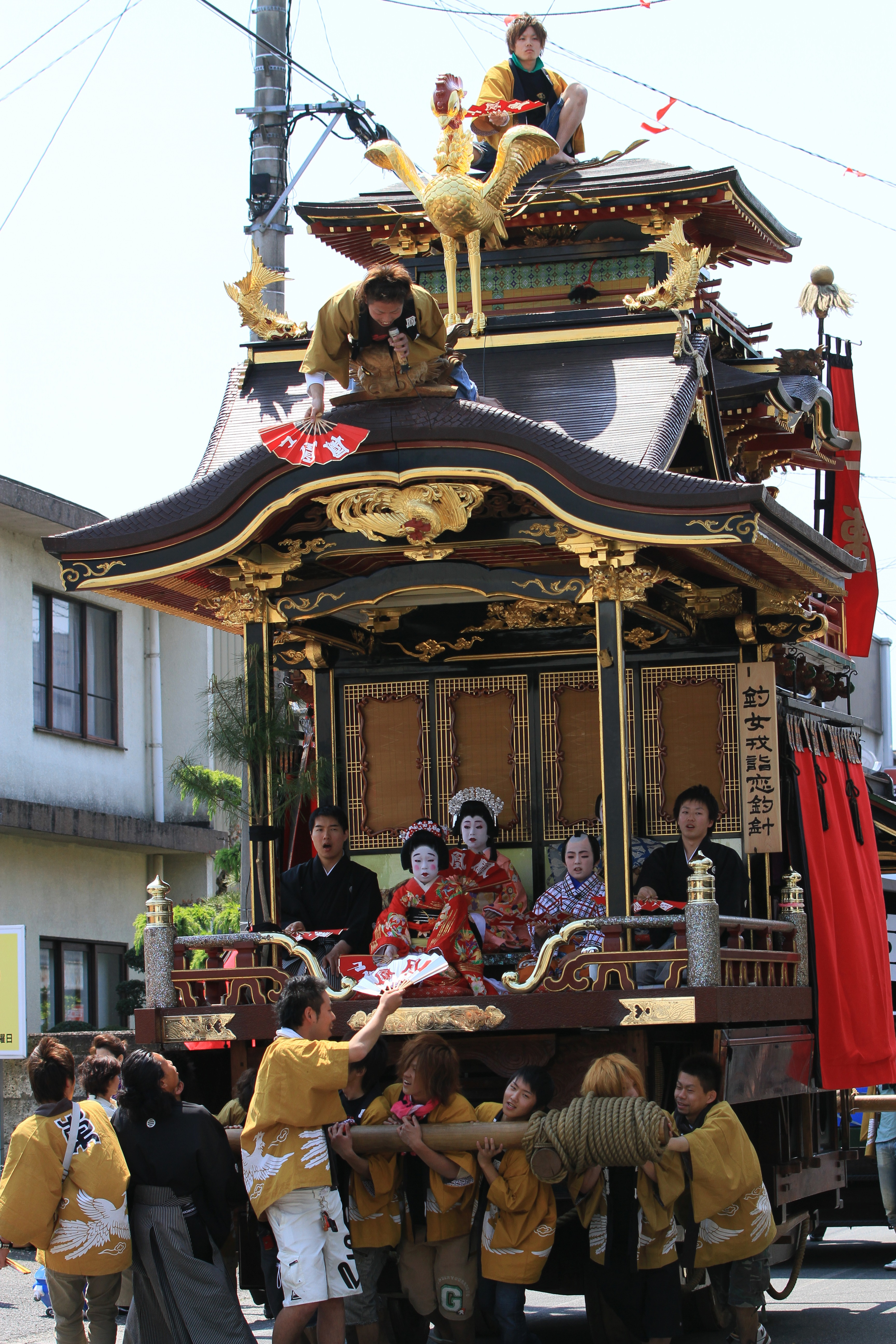
垂井曳山祭り（子供歌舞伎）

- 垂井曳山祭り（曳山は県の重要有形民俗文化財） [5月2～4日]
- 南宮の神事芸能（国の重要無形民俗文化財）[5月4、5日]
- 泉まつり [7月第1土曜日]
- 表佐太鼓踊（県の重要無形民俗文化財） [10月第1日曜日]
- 大石まつり [10月第2日曜日]
- ふれあい垂井ピア [11月上旬頃]
- 金山祭 [11月8日]
- 中山道垂井宿まつり

## 登場作品
- 『細雪』（蛍狩） ‐ 表佐地区が舞台
  - 谷崎潤一郎が執筆に利用した「爛柯亭」は現在郡上市へ移築されている。
- 『ミステリー列車が消えた』 ‐ 特殊駅として新垂井駅が登場

## 著名な出身者
- 朝井リョウ - 小説家（直木賞受賞）
- 秋田啓 - 車いすバスケットボール選手
- 大須みづほ - 女優
- 神田孝平 - 洋学者、政治家
- 清水古関 - 日本画家（四条派）
- 髙木翔斗 - プロ野球選手
- 高橋靖子 - 女優、吉本新喜劇
- 竹中彰元 - 住職
- 中川千世 - バレーボール選手
- 中島涼太 - フットサル選手
- 長原孝太郎 - 洋画家
- 古井由之 - 衆議院議員・旧垂井町長
- 星月ノ憂 - イラストレーター
- 南隼人 - アナウンサー
- 森知奈美 - 陸上選手

### 名誉町民
- 矢木野辨次[15] - 元町長
- 日比憲一[15]
- 浅野元康[15]
- 早野光二郎[15] - 元町長
- 浅野元脩[16] - 博愛会総合病院名誉理事長（当時）
- 田中幸雄[17] - 元町長
- 藤墳守[18] - 岐阜県議会議員。元岐阜県議会議長。